# 에볼라 유행 목록
에볼라 출혈열 유행은 레스턴 바이러스를 제외하고 모두 아프리카 대륙에서만 발발했다. 바이러스의 분류 체계에 관한 국제위원회(ICTV)에서는 에볼라 바이러스를 4개 종으로 구분하였다. 각각 자이르 변종 (ZEBOV), 수단 변종 (SEBOV), 레스턴 변종 (REBOV), 코트디부아르 변종(CIEBOV)이다. 세계 보건 기구(WHO) 및 질병통제예방센터(CDC)가 언급하는 한가지 추가적인 에볼라 종 또는 유형으로는 2007년 우간다에서 발병한 분디부고 변종(BDBV) 또는 분디부고 에볼라라고 부르는 유형이다.
자연적인 보균자와 인간 사이의 종간 감염은 거의 드물지만, 일부 개인이 고릴라, 침팬지, 다이커영양의 시체를 처리하면서 감염된 몇몇 지침 증례가 있다. 그러나, 보통 이 바이러스는 사람 대 사람, 특히 가족, 병원, 개인 간의 접촉, 일부 장례 의식 등을 통해 퍼진다. 에볼라 발발이 지역 수준의 약한 감시 영역에서 확장되기 전에, 이 병의 감염은 종종 말라리아, 장티푸스, 이질, 인플루엔자, 또는 다양한 세균성 질병 감염으로 오해된다. 2000년 우간다 에볼라 발발 및 방제 실패에 대한 학습으로 WHO는 에볼라 발병이 높은 지역에 대해 글로벌 발발 네트워크를 포함한 공중 보고 시설을 만들었다. 또한, 남아프리카 공화국으로 샘플을 보내 연구하는 대신 발병 확인을 위한 현장 실험실도 건립되었다.
미국 질병통제예방센터에서는 에볼라 출혈열의 원인을 밝히기 위해 역사적으로 에볼라 바이러스 감염이 밀접하게 일어났던 곳에 전염성이 높은 바이러스를 연구하는 특별 병원균 실험실을 설치했다. 과학 저널 및 공중 보건 공지는 다음과 같다. (에볼라 바이러스의 연대순 알려진 발발 목록)

## 유행 목록
| 연도                      | 국가                                         | 바이러스 종류 | 보고된 감염자 | 보고된 사망자 | 사망률 (%) | 설명 |
| ------------------------- | -------------------------------------------- | ------------- | ------------- | ------------- | ---------- | --- |
| 1976년                    | 자이르 (콩고 민주 공화국)                    | ZEBOV         | 318명         | 280명         | 88%        | 얌부쿠 및 주변 지역에서 발발했다. 이 질병은 병원에서의 오염된 주사바늘 및 주사기 사용 및 개인 접촉을 통해 확산되었다. 이 유행은 첫 에볼라 바이러스 유행이다.                                                                                |
| 1976년                    | 수단                                         | SEBOV         | 284명         | 151명         | 53%        | 나자라, 마리디 및 주변 지역에서 발발했다. 이 병은 주로 병원 내 가까운 개인 접촉을 통해 확산되었다. 많은 의료원들이 감염되었다. |
| 1977년                    | 자이르                                       | ZEBOV         | 1명           | 1명           | 100%       | 탄달라 마을 내에서 발발한 질병이다. |
| 1979년                    | 수단                                         | SEBOV         | 34명          | 22명          | 65%        | 나자라, 마리디 지역에서 발발했다. 1976년 수단에서 일어난 전염 지역과 같은 지역에서 발발했다. |
| 1989년                    | 미국                                         | REBOV         | 0명           | 0명           | 0%         | 레스턴 바이러스는 필리핀에서 수입한 펜실베이니아와 버지니아 주의 원숭이 격리 시설에서 발견되었다. |
| 1989년~1990년             | 필리핀                                       | REBOV         | 3명 (무증상)  | 0명           | 0%         | 미국으로 영장류 동물을 수출하는 시설에서 노물거스 원숭이 사이 높은 사망률을 보였다. 동물 시설의 노동자 3명에게 항체가 발견되었지만 증상은 전혀 없었다.                                                                                      |
| 1990년                    | 미국                                         | REBOV         | 4명 (무증상)  | 0명           | 0%         | 레스턴 바이러스가 필리핀에서 수입한 버지니아와 텍사스 주의 원숭이 격리 시설에서 발견되었다. 인간 4명에게 항체가 발견되었지만 증상은 전혀 없었다.                                                                                            |
| 1992년                    | 이탈리아                                     | REBOV         | 0명           | 0명           | 0%         | 필리핀에서 미국으로 원숭이를 수입한 시설과 같은 시설에서 들어온 시에나 검역 시설의 원숭이에서 레스턴 바이러스가 발견되었다. 인간은 감염되지 않았다.                                                                                         |
| 1994년                    | 가봉                                         | ZEBOV         | 52명          | 31명          | 60%        | 메코우카 및 열대 우림 깊은 금광 숙소에서 발발했다. 처음에는 황열병에 감염된 것이라고 생각했다. 1995년에야 에볼라 바이러스에 감염되었다는 것이 확인되었다.                                                                                   |
| 1994년                    | 코트디부아르                                 | CIEBOV        | 1명           | 0명           | 0%         | 타이 숲에서 잡힌 야생 침팬지의 부검을 수행하던 도중 과학자가 발병했다. 이 환자는 스위스에서 치료를 받았다. |
| 1995                      | 콩고 민주 공화국 (과거 자이르)               | ZEBOV         | 315명         | 250명         | 79%        | 키우키트 및 주변 지역에서 발발했다. 도시에서 인접한 숲에서 근무한 환자의 발병 원인을 추적했다. 이 전염병은 가족과 병원을 통해 확산했다. |
| 1996년 1월~4월            | 가봉                                         | ZEBOV         | 37명          | 21명          | 57%        | 마이부트 지역에서 발발했다. 숲에서 죽은 침팬지를 사냥하여 먹은 사람들이 감염되었다. 이후 동물 도살에 참여한 9명이 추가로 감염되었다. 이후 가족을 통해 병이 확산되었다.                                                                      |
| 1996년 7월 ~1997년 1월    | 가봉                                         | ZEBOV         | 60명          | 45명          | 75%        | 보에 지역과 환자를 수송한 리브르빌에 발발했다. 이 사례는 숲속의 캠프에서 거주했던 사냥꾼이 감염된 것이었다. 이후, 가까운 사람들끼리 접촉을 통해 병이 전염되었다. 당시에는 숲에서 죽은 침팬지를 통해 인간에게 감염된 것으로 추측했다.        |
| 1996년                    | 남아프리카 공화국                            | ZEBOV         | 2명           | 1명           | 50%        | 남아프리카 요하네스버그에서 에볼라 바이러스에 감염된 환자를 치료하던 도중 바이러스에 노출된 의료진에게 감염되었다. 그는 병원에 입원했으며, 그를 보살피던 간호사도 바이러스에 감염되어 사망했다.                                             |
| 1996년                    | 미국                                         | REBOV         | 0명           | 0명           | 0%         | 필리핀에서 텍사스 주로 수입된 원숭이에게 격리 시설에서 레스턴 바이러스에 감염되었음이 밝혀졌다. 감염된 인간은 없었다. |
| 1996년                    | 필리핀                                       | REBOV         | 0명           | 0명           | 0%         | 필리핀의 원숭이 수출 시설에서 레스턴 바이러스가 발견되었다. 감염된 인간은 없었다. |
| 2000년~2001년             | 우간다                                       | SEBOV         | 425명         | 224명         | 53%        | 우간다 굴루, 마신디, 마바라라 지역에서 발발했다. 에볼라 출혈열에 감염되어 사망한 환자에 장례식에 참여하고, 가족과 환자 간에 접촉이 있었으며, 적절한 개인 보호 장비를 착용하지 않고 환자를 치료한 탓에 에볼라 바이러스 감염이 크게 증가했다. |
| 2001년 10월 ~ 2002년 3월  | 가봉                                         | ZEBOV         | 65명          | 53명          | 82%        | 가봉과 콩고 공화국 국경에서 발발했다. |
| 2001년 10월 ~ 2002년 3월  | 콩고 공화국                                  | ZEBOV         | 57명          | 43명          | 75%        | 가봉과 콩고 공화국 국경에서 발발했다. 이 유행 사례는 콩고 공화국에서 에볼라 발발이 보고된 첫 사례이다. |
| 2002년 12월 ~ 2003년 4월  | 콩고 공화국                                  | ZEBOV         | 143명         | 128명         | 90%        | 므보모, 켈레, 큐벳 오에스트 데파르망 지역에서 발발했다. |
| 2003년 11월 ~ 12월        | 콩고 공화국                                  | ZEBOV         | 35명          | 29명          | 83%        | 므보모, 큐벳 오에스트 데파르망 지역의 므보모와 므반쟈 마을에 발발했다. |
| 2004년                    | 수단                                         | SEBOV         | 17명          | 7명           | 41%        | 남수단 지역의 서에콰토리아 주 얌비오에서 발발했다. 이 발발은 같은 지역의 홍역 유행병 발발과 같은 시기에 이루어졌으며, 여러 의심된 에볼라 감염 환자는 나중에 홍역 감염 환자임이 밝혀졌다.                                                    |
| 2007년                    | 콩고 민주 공화국                             | ZEBOV         | 264명         | 187명         | 71%        | 카사이옥시당탈 주에서 발발했다. 이 발발은 11월 20일에 선언되었다. 지난 10월 4일과 10월 10일에 마지막 사망 보고를 확인했다. |
| 2007년 12월 ~ 2008년 1월  | 우간다                                       | BDBV          | 149명         | 37명          | 25%        | 우간다 서부의 분디부교 구에서 발발했다. 새로운 변형 종의 첫 보고였다. |
| 2008년 11월               | 필리핀                                       | REBOV         | 6명 (무증상)  | 0명           | 0%         | 필리핀에서 발발한 돼지 레스턴 에볼라 바이러스의 첫 감염 사례이다. 이전 변종과 밀접한 변종이었다. 돼지 농장과 도살장의 노동자 6명에게 항체가 발견되었지만 증상은 전혀 없었다.                                                                |
| 2008년 12월 ~ 2009년 2월  | 콩고 민주 공화국                             | ZEBOV         | 32명          | 14명          | 45%        | 서카사이 주의 므웨카와 루에보 보건 지역에서 발발했다. |
| 2012년 6월 ~ 8월          | 우간다                                       | SEBOV         | 24            | 17            | 71%        | 키발레 구에서 발발했다. |
| 2012년 6월 ~ 11월         | 콩고 민주 공화국                             | BDBV          | 77명          | 36명          | 47%        | 카사이 주에서 발발했다. |
| 2013년 12월 ~ 2016년 10월 | 기니 라이베리아 시에라리온 나이지리아 세네갈 | ZEBOV         | 28,616명      | 11,310명      | 70-71%     | 기니 남서부, 수도 코나크리를 포함한 시에라리온, 라이베리아, 나이지리아, 세네갈에 발발했다. |
| 2014년 8월 - 11월         | 콩고 민주 공화국                             | SUDV          | 66명          | 49명          | 74%        | 적도 주 지역에서 발발했다. 8월 24일 확인했다. |
| 2017년 4월 - 7월          | 콩고 민주 공화국                             | EBOV          | 8명           | 4명           | 50%        | 콩고 민주 공화국 북부 지역에서 발발했다. |
| 2018년 4월 - 6월          | 콩고 민주 공화국                             | EBOV          | 54명          | 33명          | 61%        | 콩고 민주 공화국 북서부 지역에서 발발했다. |
| 2018년 8월 - 2020년 6월   | 콩고 민주 공화국, 우간다                     | EBOV          | 3,470명       | 2,280명       | 66%        | 콩고 민주 공화국 서부 키부 및 이투리 지역, 우간다 서부에서 발발했다. |
| 2020년 5월 - 11월         | 콩고 민주 공화국                             | EBOV          | 130명         | 55명          | 42%        | 키부 에볼라 유행과는 별개로 발생한 유행이며, 2018년 에카퇴르주 에볼라 유행과 비슷한 지역에서 발생하였다. |
| 2021년 2월~5월            | 콩고 민주 공화국                             | EBOV          | 12명          | 6명           | 50%        | 2021년 2월 6일 북키부주에서 에볼라가 유행하기 시작했으며, 5월 3일 종식되었다. |
| 2021년 2월~6월            | 기니                                         | EBOV          | 23명          | 12명          | 52%        | 2016년 이후 처음으로 기니에서 사망자가 발생한 에볼라 유행이다. 2021년 2월 14일 첫 감염자가 발생했으며 6월 19일 종식되었다. |
| 2021년 10월~12월          | 콩고 민주 공화국                             | EBOV          | 11명          | 9명           | 82%        | 2021년 10월 8일 첫 환자가 발생했으며, 12월 16일 유행이 종식되었다. |
| 2022년 9월~2023년 1월     | 우간다                                       | SUDV          | 164명         | 77명          | 47%        | 2022년 9월 20일 우간다 서남부에서 유행이 시작되었으며 2023년 1월 종식되었다. |

## 같이 보기
- 1989년 실험실 발발에 대한 코밴스 논쟁